# 남형근
남형근(1996년 10월 30일 ~)은 대한민국의 성악가다.

## 방송
- 팬텀싱어 3 (2020) - Top74
- 너의 목소리가 보여 9 (2022) - 박현빈X이윤지 편 2라운드 탈락

## 공연
- 변신 (2020)

## 경력
- 잡지 스위트 매거진 모델 (2021)
- 새한국문학회 한국낭송문학가 자격 인증 (2014)

## 수상
- 제1회 전국시낭송대회 금상 (2014)